# رمی مولومبا
رمی مولومبا (انگلیسی: Rémi Mulumba؛ زادهٔ ۲ نوامبر ۱۹۹۲) بازیکن فوتبال اهل فرانسه است.
از باشگاه‌هایی که در آن بازی کرده‌است می‌توان به باشگاه ورزشی آمیان، باشگاه فوتبال دیژون، باشگاه فوتبال اوسر، باشگاه فوتبال سدان، و باشگاه فوتبال لوریان اشاره کرد.
وی همچنین در تیم‌های ملی فوتبال زیر ۱۷ سال فرانسه، زیر ۱۸ سال فرانسه، زیر ۱۹ سال فرانسه، زیر ۲۰ سال فرانسه، و جمهوری دموکراتیک کنگو بازی کرده‌است.